# Comic in Europa
Der Comic ist eine illustrierte Literaturgattung, die sich in verschiedenen Kulturkreisen und dank fortschreitender technischer (Druck-)Möglichkeiten über Jahrhunderte hinweg zur heute bekannten Form entwickelte. Er stammt nicht, wie fälschlich in der Literatur behauptet wird, aus den USA. Als wichtiger Vorläufer des modernen Comics gilt Rodolphe Töpffer (1799–1846) aus Genf, was nicht zuletzt an seinem prominentesten Fan (Goethe) liegt. Als eine der ersten regelmäßig erscheinenden Bildergeschichten (seit 1897) gilt The Katzenjammer Kids des deutschstämmigen Rudolph Dirks. Zur Entwicklung des Mediums in den USA siehe Comic in den Vereinigten Staaten. Die Vorgeschichte lässt sich unter Comic#Geschichte verfolgen. Diese Seite befasst sich mit der Entwicklung des Comics in Europa und unterscheidet dann nach den Ländern in Europa. Der Comic außerhalb Europas und der Vereinigten Staaten wird hier behandelt.

## Geschichte des Comics

### 1930 bis 1950
In Europa beginnt vor allem in Frankreich und Belgien eine rege Comic-Produktion, vor allem in den Kinderbeilagen der Zeitungen und in speziellen Jugendmagazinen, etwa von Pfadfinderverbänden oder den Jugendorganisationen der Kirchen. Georges Remi veröffentlicht unter dem Pseudonym Hergé die Abenteuer von Tim und Struppi und wird zum Vater der Stilrichtung der „klaren Linie“ (Ligne claire). In Deutschland begeistern die Bildergeschichten von „Hanni, Fritz und Putzi“ (Fritz Lattke, Thüringer Allgemeine Zeitung 1933, ab 1934 in Buchform) und von Vater und Sohn (von Erich Ohser, e.o.plauen) die Zeitungsleser. Die erste deutschsprachige Micky Maus Zeitung wird zu Weihnachten 1936 vom Bollmann-Verlag, Zürich herausgegeben. Bis 1937 erscheinen alle 14 Tage 18 Hefte.
Im besetzten Europa sind mit Kriegseintritt der USA keine US-amerikanischen Comics mehr zu kaufen. Die Serie Flash Gordon wird darum von dem belgischen Opernsänger E. P. Jacobs weitergezeichnet, der nach dem Krieg mit Blake und Mortimer eine der klassischen Serien der frankobelgischen Comics zeichnet – in der Tradition der Ligne claire.

### 1950 bis 1960
In Europa beginnt die Blüte des Comics in Frankreich und Belgien. André Franquin übernimmt Spirou und Fantasio, den er zum Klassiker macht. Ende der fünfziger Jahre erscheinen die ersten Abenteuer von Asterix, die von René Goscinny getextet und von Albert Uderzo gezeichnet wurden. Aber auch Abenteuergeschichten werden veröffentlicht: Jijé zeichnet Western, Jean-Michel Charlier schreibt die Szenarien für eine Reihe von Abenteuer-Comics, die verschiedene Zeichner grafisch umsetzen.
In Comic-Zeitschriften für Jugendliche (Spirou, Tintin, Pilote) werden die Abenteuer in Fortsetzungen vorabgedruckt, bevor sie als Album erscheinen. In Deutschland erscheint im September 1951 die erste Ausgabe der Zeitschrift Micky Maus (bis 1955 monatlich, dazu Sonderhefte; 1956 und 1957 14-täglich, ab 1958 bis heute wöchentlich). Das erste deutsche Supermann -Heft 1950. 1953 startet Rolf Kauka mit Fix und Foxi das bedeutendste deutsche Comic-Heft für Kinder.

### 1960 bis 1970
In den sechziger Jahren wird der Comic zunehmend „erwachsen“. Mit Barbarella und Pravda erscheinen Comics, die sich gezielt an erwachsene Leser richten.
In Europa wird mit Leutnant Blueberry ein Western von Jean-Michel Charlier veröffentlicht, den Jean Giraud zeichnet. Giraud wird unter dem Pseudonym Moebius in den kommenden Jahren zu einem der Vorreiter der Avantgarde des Comics werden.
In den sechziger Jahren beginnen auch die ersten deutschen Verlage mit dem Abdruck französischer Comics: So kommen unter anderem Asterix und Lucky Luke, zu dem René Goscinny ebenfalls die Texte schreibt, nach Deutschland.

### 1970 bis 1980
In Frankreich gründet Jean Giraud mit ein paar Mitstreitern das avantgardistische Magazin Métal hurlant, nach dem in den 1960ern vor allem die Ligne claire in Magazinen wie Tintin Verbreitung fand.
In Deutschland besteht Nachholbedarf. Das Magazin Zack erlebt eine kurze Blüte und schöpft aus dem reichhaltigen Fundus der frankobelgischen Veröffentlichungen der vorangegangenen Jahre. Ebenso Yps, das sich 25 Jahre am Markt behaupten kann. Der Carlsen-Verlag bringt Tim und Struppi in Albenform heraus. Erste deutsche Underground-Magazine erscheinen.

### 1980 bis 1990
Während in Frankreich Newcomer neben Etablierten eine vielschichtige Comic-Kultur bilden – mit Auf der Suche nach dem Vogel der Zeit etabliert sich erstmals eine Fantasy-Serie –, erlebt Deutschland gegen Mitte des Jahrzehnts eine regelrechte Comic-Euphorie. Neben französischen Titeln schaffen es auch einheimische Autoren wie Brösel mit Werner, Gerhard Seyfried, Walter Moers und Ralf König zu beachtlichen Verkaufszahlen.

### 1990 bis 2000
In Europa haben im französischsprachigen Raum die Abenteuerserien aus der Feder von Jean Van Hamme (XIII, Largo Winch) die Oberhand. Daneben hat auch die Kinderreihe Titeuf großen Erfolg.
Die 1990er Jahre in Deutschland sind weniger von den Erfolgen heimischer Künstler geprägt als vom kommerziellen Auf und Ab der US-amerikanischen Superhelden. Während die französisch dominierte Albenszene zunehmend an Bedeutung verliert, erobern Verlage wie Dino und Splitter mit zahlreichen Heftreihen den Markt. Als der Modetrend sich wieder von den Superhelden abwendet, geraten einige Verleger in wirtschaftliche Not.

### 1998 bis 2005
Die internationale Comic-Szene schrumpft seit Mitte der 1990er Jahre immer weiter, was vor allem an einem Überangebot mit zu vielen Titeln aus zu vielen kleinen Verlagen liegt.
Gleichzeitig mit der Krise des westlichen Comics werden Manga ein großer Erfolg. Während es sie in anderen europäischen Ländern (vor allem in Frankreich und in Italien) bereits seit den 1980er-Jahren gibt, wird der deutschsprachige Markt erst Ende der 1990er Jahre durch Serien wie Sailor Moon und Dragon Ball endgültig für japanische Comics erschlossen.
Auf der anderen Seite findet das Internet als Verbreitungsmedium für Comics immer mehr Zuspruch. Webcomics wie User Friendly und Megatokyo verbuchen ständig steigende Zugriffszahlen.

## Comic-Kultur regional

### Deutschland

#### Deutschland vor 1945
Der deutsche Comic hat frühe Vorläufer. Im 19. Jahrhundert verfasste Wilhelm Busch Bildergeschichten, die in ihrer Verdichtung mehrerer Handlungen in einem Bild ein wesentliches Element des Comics etablierten. Etwa zeitgleich finden sich in der Satire-Zeitung Simplicissimus viele Karikaturen, die auch international hochgeschätzt wurden. Weitere Titel sind Kladderadatsch und Der wahre Jacob.
Anfang des 20. Jahrhunderts wurden extra deutsche Zeichner wie Rudolph Dirks und Lyonel Feininger von amerikanischen Zeitschriften für ihre Sonntagszeitungen verpflichtet und halfen so bei der Etablierung des Comic-Strips. Zwischen 1934 und 1937 erschienen die Bildergeschichten Vater und Sohn, die Erich Ohser unter dem Pseudonym „e.o. plauen“ veröffentlichte.

#### DDR
Die Comic-Kultur in der DDR war im Vergleich zum Westen weniger vielfältig, aber fast durchweg hochwertig. Flaggschiff war die Zeitschrift Mosaik, in der Hannes Hegen ab 1955 die Abenteuer der Digedags schilderte, die 1975 als Hauptfiguren von den Abrafaxen abgelöst wurden. Die Comic-Zeitschrift Atze präsentierte abgeschlossene Kurzgeschichten mit politischem Inhalt, z. B. aus dem Alltag der DDR, der Geschichte der Arbeiterbewegung oder dem kommunistischen antifaschistischen Widerstandskampf. Populärer dürfte aber die gleichnamige Fortsetzungsgeschichte um die zwei Mäuse Fix und Fax gewesen sein, die sich am Ende jeder Atze-Nummer befand, ebenso wie die Serie Pats Reiseabenteuer, die über 20 Jahre im Atze veröffentlicht wurde.

#### BRD 1945 bis 1989
In der BRD entstanden während der 1950er- und 1960er-Jahre in Anlehnung an US-amerikanische Vorbilder Heldencomics für Kinder und Jugendliche wie Sigurd, der ritterliche Held, Falk, Ritter ohne Fehl und Tadel, Nick, der Weltraumfahrer und Tibor, Sohn des Dschungels (alle von Hansrudi Wäscher) sowie Akim (Augusto Pedrazza und Roberto Renzi), die trotz einer zeichnerisch eher zweifelhaften Qualität und des zunehmenden Widerstands von Pädagogen massenhaft gelesen wurden. Etwas anspruchsvoller war die zwischen 1950 und 1959 in der Quick veröffentlichte Serie Nick Knatterton, wobei es sich dabei eigentlich um illustrierte Detektivgeschichten handelte, und die ab 1953 25 Jahre lang in der Zeitschrift Stern erscheinende Fortsetzungsgeschichte Jimmy das Gummipferd. Bis zum Anfang der 1980er-Jahre blieben die deutschen Werke im Comicbereich aber weitgehend auf den Kindersektor beschränkt (z. B. Yps oder Rolf Kaukas Fix und Foxi). Die wenigen für Jugendliche geschaffenen Comics orientierten sich meistens an Trivialgeschichten, wie etwa Gespenster Geschichten (bei denen etwa Hajo F. Breuer als Autor gewirkt hat). Dirk Schulz, der auch als Illustrator für die SF-Serie Perry Rhodan tätig ist, schuf Indigo und Die Parasiten. In den 80ern entstanden teilweise politische Underground-Comics, die teils auch große Verleger fanden (Gerhard Seyfried).

#### Deutschland nach 1989
Seit den späten 1980ern blühten auch in Deutschland eine Kultur der anarchischen Comics auf, wie sie u. a. Brösel (Werner), Walter Moers (Kleines Arschloch), Ralf König (Der bewegte Mann), Jan Gulbransson, Ziska Riemann und später Fil (Didi & Stulle) schaffen. Ein- bis zweimal jährlich finden in Großstädten wie München Comictage statt. Die wichtigste und größte Veranstaltung in Deutschland ist der alle zwei Jahre stattfindende Comic-Salon in Erlangen.
Seit Mitte der 1990er Jahre ist eine kleine Gruppe deutschsprachiger Künstler aktiv, die die etablierte Formensprache des Genres hinterfragt und um eigene, radikale Entwürfe erweitert; darunter ATAK, M.S. Bastian, Martin tom Dieck, Anke Feuchtenberger, Hendrik Dorgathen, Thomas Ott und Henning Wagenbreth. Sie veröffentlichen regelmäßig im Strapazin.
In jüngster Zeit entstehen in Deutschland nach japanischem Vorbild sogar Comics im Manga-Stil (z. B. Dragic Master, Prussian Blue, Orcus Star etc.). Dennoch ist der deutschsprachige Comic-Markt nicht so umfangreich und absatzstark wie der in den meisten anderen europäischen Ländern. Comics machen in Deutschland nur drei Prozent aller Drucksachen aus. Dies mag daran liegen, dass Comics im deutschsprachigen Raum bis heute weder im künstlerischen noch im literarischen Bereich als eigenes Genre anerkannt werden. Oft werden sie den Kinderbüchern oder der „Schmuddelecke“ zugeordnet. Das Ansehen der Comics nimmt jedoch zu. Seit Beginn der 2000er Jahre bieten beispielsweise die beiden großen Buchmessen in Frankfurt und Leipzig Comic-Verlagen, Autoren und Zeichnern eine Präsentationsplattform – jeweils eine komplette Halle ist dem Thema „Comic“ gewidmet.
Zu den jüngeren Entdeckungen in der deutschen Comic-Szene gehören der Berliner Markus Mawil Witzel (Berg Hasi und seine Geschichten um Meister Lampe, Wir können ja Freunde bleiben, Die Band), der als Fil arbeitende Philip Tägert (Always Ultra 1–3, die Serie Didi & Stulle, Stups & Krümel, The Return of Ernst), Reinhard Kleist (Fucked, Steeplechase) sowie das Comicduo Katz & Goldt.
Wichtige deutsche Comic-Verlage, die Eigenproduktionen veröffentlichen, sind der Schwarze Turm, Weissblech Comics, Gringo Comics, Zwerchfell, der Bleifuss-Verlag mit den „Einzig wahren Formel 1 Comic“ Magazinen, Reprodukt aus Berlin, und natürlich die Edition Panel. Nennenswert ist auch die Ideenschmiede Paul & Paul, die zwar vermehrt mit Illustration beschäftigt ist, aber dank ihres Künstlers Ralf Paul mit den Comicserien Helden und Der Morgenstern bekannt als DORN ein kleines Stück deutscher Comic-Geschichte geschrieben hat.
Sowohl amerikanische Lizenzausgaben von Marvel und DC als auch deutsche Autoren finden sich im Norbert Hethke Verlag. Er hat sich etwa der Verwaltung der Arbeiten Hansrudi Wäschers verschrieben. Andere Comicverlage, die hauptsächlich deutsche Lizenzversionen von fremdsprachlichen Comics veröffentlichen, sind beispielsweise der Panini Verlag, Ehapa, Carlsen Comics, Tokyopop und Schreiber & Leser.
Seit Mitte der 2000er Jahre etablieren sich nach und nach auch Comiczeichner, die ihre Werke hauptsächlich über ihre Webseiten präsentieren und so ihr Publikum (und teilweise auch im späteren Verlauf sie unterstützende Verlage) finden. An dieser Stelle sei beispielhaft auf das 2009 eingerichtete Webcomic-Verzeichnis, den Katalog deutschsprachiger Webcomics verwiesen.

### Schweiz
In der Westschweiz sind Comics (Bandes dessinées) eine klassische Erzählform. Diese Tradition wurde von Rodolphe Töpffer begründet, der 1833 die „Literatur im Bilde“ ‚erfand‘ und als Universitätsprofessor in Genf unterrichtete. Im engen kulturellen Austausch mit dem französischen Sprachraum (Frankreich und Belgien) wurden in der Westschweiz seit Mitte des 19. Jahrhunderts Bildergeschichten produziert.
Nach einer Unterbrechung in der Nachkriegszeit führte Derib in den 1970er-Jahren die Kontinuität des Westschweizer Comicschaffens weiter. Seine Einzelalben und Serien (z. B. Yakari, Buddy Longway) richten sich vorwiegend an Kinder. Dank seiner Innovation in der Anordnung der Panels sind sie leicht lesbar. Cosey entwickelte diesen Stil weiter und adaptierte ihn auf Comics für Erwachsene (z. B. Serie Jonathan). Zur gleichen Zeit begann Daniel Ceppi Comics (z. B. Serie Les Aventures de Stéphane) in der belgischen Tradition zu zeichnen. Anfang der 1990er-Jahre schuf Zep diverse Comics und die Serie Titeuf, die von einem Massenpublikum im gesamten französischen Sprachraum gelesen werden.
In der Deutschschweiz galten Comics bis in die 1980er Jahre in weiten Kreisen als Schundliteratur. In der Deutschschweiz wurden zwar Bildergeschichten publiziert. Es fehlten aber die Sprechblasen und die Texte wurden außerhalb der Panels geschrieben, um jegliche Assoziationen zum verpönten Comic zu vermeiden. Vorbild für diese Gestaltung einer Bildergeschichte war Globi, den jedes Kind in der Schweiz kennt. Er wurde 1932 von Robert Lips im Auftrag einer Warenhauskette geformt und ist die älteste Schweizer Comic-Figur. In Anlehnung an Globi wurden verschiedene ähnliche Figuren geschaffen (z. B. Papa Moll, Ringgi und Zofi, Nagoli). Bis in die 1970er Jahre bestand das Deutschschweizer Comicschaffen fast ausschließlich aus solchen „lustigen“ Bildergeschichten für Kinder.
Anfang der 1980er-Jahre änderten sich, auch im Zusammenhang mit den Schweizer Jugendunruhen, die Ausdrucksformen (Fanzines, Graffiti). Für Comics entstand in der Deutschschweiz ein Markt, dessen Angebot von neu gegründeten Verlagen und Zeitschriften gespeist und von spezialisierten Buchhandlungen vertrieben wurde. Die erste Generation solcher Comics wurden von Hannes Binder, Andrea Caprez / Christoph Schuler, Ursula Fürst und Mike Van Audenhove (Serie Zürich by Mike) geschaffen. In den 1990er-Jahren erhielt Thomas Ott wegen seiner virtuosen Schabkartontechnik und seinen düsteren, häufig stummen Comics und Illustrationen internationale Anerkennung.
Eine 1996 vom Bundesamt für Kultur unterstützte Ausstellung unter dem Titel „Die neue Ära des Schweizer Comics“ stellte einen Meilenstein für die offizielle Etablierung des Deutschschweizer Comicschaffens dar. Aus der Deutschschweiz waren M.S. Bastian, Claudius Gentinetta, Lea Huber, Thomas Ott, Karoline Schreiber und Anna Sommer sowie aus der Westschweiz Alex Baladi und Pierre-Alain Bertola vertreten. Zu Beginn des 21. Jahrhunderts gehören weiter Andreas Gefe, Matthias Gnehm, Noyau und Judith Zaugg zum Kreis der anerkannten Schweizer Comicschaffenden. In der Westschweiz sind es Mix & Remix sowie Helge Reumann und weitere junge Zeichner aus der Genfer Szene.
Die Schweizer Comicschaffenden und Illustratoren publizieren im 1984 gegründeten avantgardistischen Comic-Magazin STRAPAZIN und veröffentlichen ihre Alben im 1980 gegründeten Verlag Edition Moderne. Das Internationale Comix-Festival (Fumetto) in Luzern, das erstmals 1992 stattfand, bietet ihnen immer wieder Möglichkeiten für Einzelausstellungen.
In Sierre findet das Festival International de la Bande Dessinée seit 1984 statt. Es konzentriert sich vorwiegend auf das kommerzielle Comicschaffen. Mit ungefähr 50.000 Besuchern ist es das zweitgrößte Comic-Festival der frankophonen Länder.

### Dänemark
Pioniere auf dem Gebiet Comic waren in Dänemark Storm Petersen (Storm P) mit Peter og Ping und Henning D. Mikkelsen mit Fernd’nand.
Nach dem Erscheinen von Abenteuer-Comics in den 1940er Jahren, die meist von heldenhaften Wikingern handelten, kam 1951 die Serie Petzi (Original: Rasmus Klump) heraus, die auch in Deutschland erschien. Der bedeutendste dänische Comic ist die Serie Valhalla des Texters und Zeichners Peter Madsen.

### Frankreich und Belgien
Siehe Hauptartikel: Frankobelgischer Comic
In Frankreich, Belgien und der frankophonen Schweiz sind Comics (frz. Bandes dessinées, oft auch BD genannt) sehr angesehen und gelten als ernsthafte Literaturform, die das Bindeglied zwischen den schönen Künsten und der Schriftstellerei darstellt.
Auch in den französischsprachigen Ländern schlugen viele Comics der Nachkriegsära einen komödiantischen Ton an und richteten sich hauptsächlich an ein jugendliches Publikum. Aus dieser Zeit stammen auch in Deutschland bekannte Comics wie Tim und Struppi, Astérix und Lucky Luke.
In den 1970er-Jahren wandten sich die frankobelgischen Comics vermehrt einem jungen erwachsenen Publikum zu. Die gesellschaftlichen Änderungen, die durch die 68er-Studentenbewegungen entstanden waren, spiegeln sich in Zeitschriften wie L’Écho des Savanes, Fluide Glacial, Charlie Hebdo oder der Science-Fiction-orientierten Métal Hurlant wider. Gegründet von den Autoren Dionnet, Philippe Druillet, Farkas, Jacques Géron und Moebius entstanden hier Werke, die eine wichtige Entwicklung des Comics darstellen.
Das Festival international de la bande dessinée in Angoulême ist das wichtigste Comic-Festival in Europa. Es findet seit 1974 jährlich statt und hat über 100.000 Besucher. Die dort verliehenen Comic-Preise sind die bedeutendsten innerhalb von Europa.
Seit einiger Zeit befindet sich der französische Comic in einer kreativen Hochphase: Im Jahr 2004 veröffentlichten in Frankreich 207 Verlagshäuser insgesamt 2120 Comic-Neuerscheinungen. Autoren wie Lewis Trondheim, Joann Sfar, Jacques Tardi, David B., Amara Sellali oder die in Frankreich lebende Exil-Iranerin Marjane Satrapi können mit ihrer Phantasie sowohl die Grenzen des Genres sprengen wie die Probleme des alltäglichen Lebens reflektieren.

### Italien
Die italienischen Fumetti sind in ihren Inhalten wesentlich liberaler als die übrigen westlichen Comics und meist aus Kostengründen als schwarz-weiße Taschenbücher erhältlich.
Neben Kindercomics (ein Großteil der in Deutschland aufgelegten Disney-Comics stammt aus Italien) und erotischen Comics (Fumetti per adulti) gibt es vor allem diverse Action-Comics wie Diabolik, Zagor, Dylan Dog, Nathan Never und Ranxerox. Analog zu den „Kunstwerken“ frankobelgischen Stils brachten italienische Comicautoren wie Hugo Pratt (Corto Maltese), Milo Manara (Giuseppe Bergmann) und Guido Crepax Alben von hohem literarischen Wert hervor.

### Polen
Siehe Hauptartikel: Comic in Polen
Als einziges Land des ehemaligen Ostblocks (wenn man die DDR ausklammert) hat Polen eine langjährige Comictradition. Erste Gehversuche fanden in dem damals noch neuen Medien bereits vor dem Zweiten Weltkrieg statt. Ab den 1940ern produzierte man regelmäßig und im großen Stil eigene Comics. Die Auswahl an Stilrichtungen, Themen und Figuren ist hierbei fast so groß wie in Frankreich und Belgien. Besonders stark geprägt war der polnische Comic jedoch von der Politik, wie auch teils in den frühen Jahren die Neunte Kunst in den USA. Hervorgebracht hat die polnische Comicszene viele bekannte Künstler, die auch im Ausland tätig wurden, wie zum Beispiel den Zeichner Grzegorz Rosiński der dank seiner Comicreihe Thorgal Weltruhm erlangte.

### Niederlande
Die Niederlande haben eine für die Größe des Landes erstaunlich bedeutende Comic-Industrie entwickelt. Im mehrsprachigen Nachbarland Belgien – dem Comic-Dorado – werden viele Comics auch auf flämisch veröffentlicht. So existierte von der Zeitschrift Spirou auch eine flämische Version Robbedoes. Daneben finden sich auch niederländische Comic-Künstler, von denen die meisten Werke allerdings in England erstveröffentlicht werden.
Zu den bekanntesten niederländischen Comic-Titel zählt der Science-Fiction-Comic Storm und die Krimi-Comic-Serie Franka (Comic) von Henk Kuijpers.

### Spanien
Genau wie in Frankreich haben Comics, tebeo in Spanien eine umfangreiche und langjährige Tradition, auch wenn sie International weniger bekannt sind. Das Wort „tebeo“ entstammte einer Kinderzeitschrift mit gezeichneten Geschichten. Sie erschien in Barcelona erstmals 1917 unter dem Namen „TBO“ und wurde bis zum Jahre 1998 publiziert. „TBO“ ist eine Abkürzung und bedeutet wiederum ausgesprochen spanisch te veo „ich sehe dich“. Durch ihre große Popularität steht sie metonymisch für das ganze Genre.
Eine wichtige Etappe der spanischen Comicgeschichte während der Franco-Diktatur war der Aufstieg und Erfolg des spanischen Großverlags „Bruguera“ mit Sitz in Barcelona, bei dem auch Francisco Ibáñez als Zeichner angestellt war. Sie wird in der Graphic Novel von Paco Roca „Der Winter des Zeichners“ (Reprodukt, 2012) thematisiert.
Während der Transition in Spanien (1975 bis 1982) erschienen zahlreiche Underground-Comix-Magazine in Barcelona, darunter Star, Bésame Mucho, Vibraciones, Rambla, Playboy oder Rock Spezial. Der in Deutschland wohl bekannteste spanische Comic dürfte wohl die Kalauer-Reihe über die Geheimagenten Clever & Smart (im Original: Mortadelo y Filemón) von Francisco Ibáñez sein. Der Zeichner Max (Der lange Traum des Herrn T. und andere) wurde am 17. September 1955 in Barcelona geboren. Ab 1973 war er Mitglied der Underground-Comix-Gruppe El Rollo und gründete 1979 mit anderen Zeichnern das Comic-Magazin El Vibora. Während der neunziger Jahre war er als Herausgeber des internationalen Comic-Magazins Nosotros Somos Los Muertos tätig. Neben mehrfachen Auszeichnungen auf dem Comic-Festival in Barcelona erhielt er 1997 den Spanischen Nationalpreis für seine Kinderbuchillustrationen. Max arbeitet sowohl an Illustrationen für diverse Bücher und Magazine als auch an Trickfilmen.

### Vereinigtes Königreich
Britische Comics gibt es bereits seit dem 19. Jahrhundert. Zusammen mit US-amerikanischen zählen einheimische Comics heute noch zu den beliebtesten in Großbritannien, auch wenn sie in anderen Ländern kaum bekannt sind. Allmählich gewinnen auch Manga an Popularität.